# (27842) 1994 QJ
(27842) 1994 QJ là một tiểu hành tinh vành đai chính. Nó được phát hiện bởi Robert H. McNaught ở Đài thiên văn Siding Spring ở Coonabarabran, New South Wales, Australia, ngày 28 tháng 8 năm 1994.